# 절대 음악
절대 음악(絶對音樂, Absolute music)은 표제 음악과는 반대되는 개념으로서 음악에서 특정한 이미지나 상징적 의미를 표출하려고 하지 않고 오로지 음과 음의 관계와 조합을 통한 순수한 음악적 예술성을 추구하려는 경향을 띠는 음악을 의미한다. 따라서 성악곡은 이것의 가사가 기본적으로 시를 바탕으로 쓰여진 것이기 때문에 절대 음악으로 볼 수 없다.
그리고 음악을 듣기 전 사전 정보나 해설서 없이 감상하는 방법으로 음악을 들으면 표제 음악적으로 작곡되었다 하더라도 절대음악으로 볼 수 있다. 마찬가지로 절대 음악적으로 작곡되었다 하더라도 이에 대해 상징적 의미를 갖다붙이거나 한다면 표제 음악으로 볼 수도 있다. 대부분의 교향곡, 소나타, 협주곡 등은 절대 음악이라고 할 수 있다. 요한 세바스티안 바흐등이 대표적인 절대 음악 작곡가이다.

## 역사
17, 18세기에서 이 방면의 대가로는 바흐, 하이든, 모차르트, 베토벤 등의 이름을 들 수 있다. 그리고 이 베토벤을 정점으로 하는 고전파에서 순음악의 형식으로 최고위라고도 할 수 있는 소나타 형식이 확정되었다. 그 전의 바로크 시대에는 푸가가 완성되어 있다. 19세기가 되자 표제음악이 세력을 얻어 그 방면에 창작력을 쏟는 작가도 적지 않게 나타났다. 그러나 이와 같은 경향에 감연히 반항하고 고전파 순음악의 입장을 관철하려는 작가가 없었던 것은 아니다. 브람스, 브루크너, 레거 등은 대표적인 인물이다. 드디어 신고전주의라고 하는 고전주의 부활운동이 일어나, 순음악은 재차 큰 각광을 받게 되어 근대나 현대에서도 이 순음악은 쇠퇴의 양상을 보이지 않는다.

## 같이 보기
- 실용음악
- 구체 음악